# Montescudaio
Montescudaio è un comune italiano di 2 195 abitanti della provincia di Pisa in Toscana.
Il paese di Montescudaio si trova nella Val di Cecina e fa parte della Maremma Pisana. Distante una decina di chilometri dal litorale, è inserito tra I borghi più belli d'Italia.

## Geografia fisica
- Classificazione sismica: zona 3S (sismicità bassa)[6]
- Diffusività atmosferica: alta, Ibimet CNR 2002

## Storia
(Attilio Zuccagni-Orlandini, Indicatore topografico della Toscana granducale (1856))

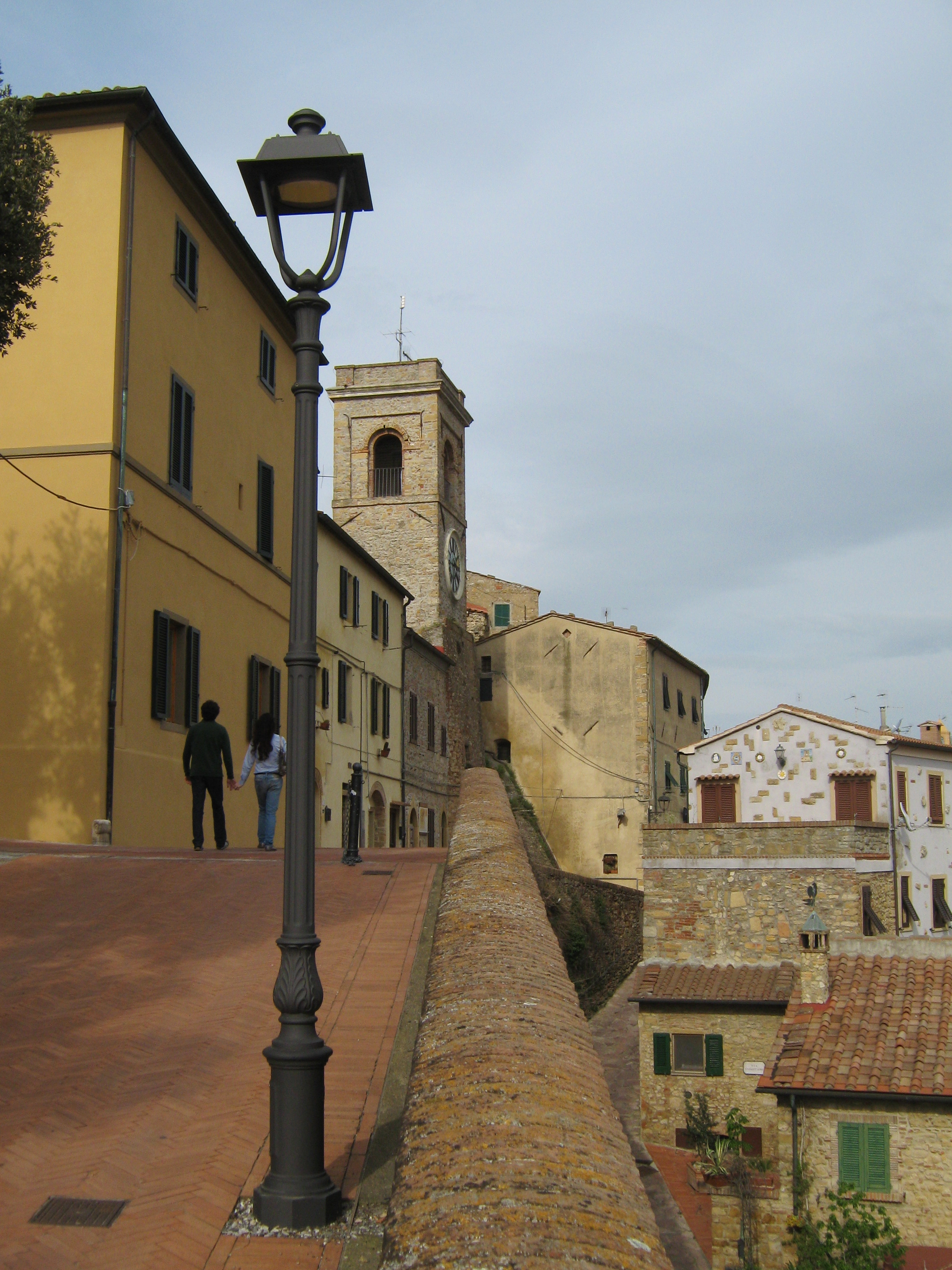
Torre Civica

Il toponimo longobardo della roccaforte è attestato per la prima volta nel 1091.
Il secondo elemento del nome deriverebbe dal latino scutarius ("fabbricante di scudi"). Scutarius è anche un nome di persona romano. In ogni caso l'insediamento è molto più antico; infatti, numerosi reperti archeologici attestano presenze umane in questa zona sin dall'epoca villanoviana.
Per altri il toponimo significa invece monte dello Skuldhais (Sculdascio), dal longobardo Skuld (debito) + haitan (chiamare, esigere); Montescudaio prenderebbe quindi il nome dal funzionario governativo locale preposto alla riscossione dei tributi, alla risoluzione di dispute minori e alla organizzazione militare della zona. Poco distante un altro toponimo longobardo è Guardistallo, da Warda (guardia) + Stal (ricovero, alloggio), probabilmente sede di un distaccamento militare.
I primi documenti storici si hanno intorno all'XI secolo, epoca in cui l'abitato era costituito da un castello di proprietà della famiglia Della Gherardesca e della Badia di Santa Maria. Questi si insediarono a Montescudaio in pianta stabile e dettero origine ad un ramo autonomo della casata.
I "Conti di Montescudaio" si resero protagonisti di diversi atti di ribellione contro la Repubblica di Pisa, che in epoca medievale dominava questi territori. Le rivolte furono domate, ma nel 1406, quando Pisa e tutto il contado furono venduti a Firenze, i conti si affrettarono a farsi accreditare presso la corte dei nuovi signori, riuscendo così a ottenere la nomina di vicari in Maremma.
Tuttavia, gli abitanti di Montescudaio, con l'autorizzazione di Firenze, si costituirono in Comune; si dotarono di nuovi statuti e riuscirono a estromettere i conti dal castello.
Il Comune cessò di esistere il 10 maggio 1648, quando tutta l'area divenne un feudo dei marchesi Ridolfi di Firenze. Il feudo fu retrocesso alla Corona nel 1727, che il 13 settembre 1735 lo infeudò di nuovo ai Ridolfi; questi lo tennero fino al 1778 con la tenuta di Casaglia, quando i feudi furono aboliti, ma la riforma agraria del 1770 non impedì una spartizione dei terreni tra due soli proprietari.
Nel 1846 si registrarono diversi danni a causa di un violento terremoto che distrusse le case più antiche del castello. Ulteriori devastazioni si ebbero col terremoto del 1871.
Dopo l'unità d'Italia l'abitato conobbe un lento sviluppo; nel 1927 si contavano quasi tremila abitanti, ma dopo la seconda guerra mondiale si verificò un crollo demografico dovuto all'immigrazione verso i nuovi centri della costa livornese.
Nella seconda metà del Novecento si registra l'espansione dell'abitato nella frazione di Fiorino, nelle immediate vicinanze di Cecina, mentre la vicina località di Poggio Gagliardo costituisce la principale zona industriale e artigianale del comune.

## Monumenti e luoghi d'interesse

### Architetture religiose
- Oratorio della Santissima Annunziata, di origine quattrocentesca, ma molto rimaneggiato negli anni trenta del XX secolo.
- Nell'area del castello, in posizione scenografica, si trova la chiesa di Santa Maria Assunta, che ebbe anche il titolo di abbazia; fu ricostruita a seguito del terremoto del 1846 e intitolata a Santa Maria Assunta.

### Architetture civili
- Villa Marchionneschi, di fine Ottocento, posto lungo la via della Libertà.
- Palazzo della Contessa, palazzo settecentesco, di proprietà della famiglia Guerrini ed in seguito acquistato dalla famiglia Bacci, la figlia, Elmira Bacci sposando il Conte Carli acquisì il titolo nobiliare e da qui il nome "Palazzo della Contessa".
- Palazzo Surbone, in via della Libertà, che fu residenza dei marchesi Ridolfi[12] e dove fu ospitato il granduca Leopoldo II di Toscana durante la visita in occasione del terremoto del 1846.
- Piazza Matteotti, centro dell'abitato.
- Casa natale dello scultore Italo Griselli. Lo stesso Griselli scolpì il monumento ai Caduti situato in via Vittorio Veneto (1924).
- Palazzo del Municipio.
- Torre Civica, che segna l'ingresso al castello medievale. Risale al XII secolo nella parte inferiore, ma la parte superiore fu ricostruita intorno al 1850. Dinnanzi alla chiesa di Santa Maria Assunta, nell'angolo nord-occidentale della vasta piazza, si trova la Guardiola, l'unica torre d'avvistamento del paese, oggi utilizzata come belvedere.[13]

### Altro
Uscendo dal paese in direzione di Cecina e del fiume omonimo, si arriva al sito archeologico della Badia di Santa Maria di Montescudaio, un monastero benedettino femminile di cui si erano perse le tracce e che è stato riportato alla luce dagli scavi archeologici tra il 2005 ed il 2010.

## Società

### Evoluzione demografica
Abitanti censiti

## Geografia antropica

### Frazioni
L'unica frazione del comune di Montescudaio è quella di Fiorino (14 m s.l.m., 503 abitanti), situata al confine con il territorio comunale di Cecina, provincia di Livorno.
Altre località minori del territorio sono quelle di Bandello, Buon Riposo, Casagiustri, Poggio Gagliardo, Rio del Sole.

## Amministrazione
Di seguito è presentata una tabella relativa alle amministrazioni che si sono succedute in questo comune.
| Periodo        | Periodo        | Primo cittadino    | Partito                                                        | Carica  | Note   |
| -------------- | -------------- | ------------------ | -------------------------------------------------------------- | ------- | ------ |
| 28 aprile 1988 | 20 maggio 1990 | Florio Niccolai    | Partito Socialista Italiano                                    | Sindaco | [ 15 ] |
| 20 maggio 1990 | 24 aprile 1993 | Patrizio Brucciani | Partito Comunista Italiano, Partito Democratico della Sinistra | Sindaco | [ 15 ] |
| 28 maggio 1993 | 24 aprile 1995 | Tommaso Cotronei   | -                                                              | Sindaco | [ 15 ] |
| 24 aprile 1995 | 14 giugno 1999 | Tommaso Cotronei   | centro-sinistra                                                | Sindaco | [ 15 ] |
| 14 giugno 1999 | 14 giugno 2004 | Tommaso Cotronei   | lista civica                                                   | Sindaco | [ 15 ] |
| 14 giugno 2004 | 8 giugno 2009  | Aurelio Pellegrini | centro-sinistra                                                | Sindaco | [ 15 ] |
| 8 giugno 2009  | 26 maggio 2014 | Aurelio Pellegrini | centro-sinistra                                                | Sindaco | [ 15 ] |
| 26 maggio 2014 | 27 maggio 2019 | Simona Fedeli      | lista civica Democratici                                       | Sindaco | [ 15 ] |
| 27 maggio 2019 | 10 giugno 2024 | Simona Fedeli      | lista civica Fare comunità                                     | Sindaco | [ 15 ] |
| 10 giugno 2024 | In carica      | Loris Caprai       | lista civica Montescudaio di Tutti                             | Sindaco | [ 15 ] |

### Gemellaggi
- Castril de la Peña, dal 2006[16]
- Eberstadt, dal 1984[17]
- Brandýs nad Labem-Stará Boleslav, dal 2007
- Saint Croix, dal 2010